# Tchogha Zanbil
Tchogha Zanbil eller Chogha Zanbil (persiska: چُغازَنبیل) är ett gammalt elamitiskt komplex i den iranska provinsen Khuzestan. Det är en av de få återstående ziqquraterna utanför det forntida Mesopotamien och ligger omkring 25 km väster om Dezfoul, 45 km söder om Susa och 230 km norr om Abadan.

## Historia
Komplexet byggdes omkring 1250 f.Kr. av kung Untash-Napirisha, i huvudsak för att ära guden Inshushinak. Dess ursprungliga namn var Dur Untash, vilket betyder 'Untash stad', men det är osannolikt att många människor, förutom präster och tjänare, någonsin bott här. Komplexet skyddas av tre koncentriska murar som definierar huvudområdet av "staden". Innerområdet är i sin helhet upptaget av den stora ziqquraten tillägnad huvudguden. Denna byggdes över ett tidigare kvadratiskt tempel med förrådsrum, också detta uppfört av samma kung. Mittområdet har elva tempel tillägnade mindre betydelsefulla gudar. Man tror att det ursprungligen planerades tjugotvå tempel, men kungen dog innan dessa hade färdigställts och hans efterträdare avbröt byggandet. I ytterområdet finns det kungliga palatset samt ett begravningsområde som har fem underjordiska kungliga gravar.
Trots att byggandet i staden avbröts efter Untash-Napirishas död, övergavs inte platsen utan var i bruk tills den förstördes av den assyriske kungen Ashurbanipal år 640 f.Kr. Några experter spekulerar, grundat på det stora antalet tempel och helgedomar i Tchogha Zanbil, att Untash-Napirisha försökte skapa ett nytt religiöst centrum (möjligen i ett försök att ersätta Susa) som skulle ena gudarna i både höglandet och låglandet i Elam på en och samma plats.
Arkeologiska utgrävningar som genomfördes mellan 1951 och 1962 tog fram lämningarna i dagen, och ziqquraten anses vara en av de bäst bevarade exemplaren i världen. År 1979 blev Tchogha Zanbil Irans första världsarv.